# Parafia Świętej Trójcy w Lutogniewie
Parafia Świętej Trójcy w Lutogniewie – parafia rzymskokatolicka należąca do dekanatu krotoszyńskiego diecezji kaliskiej. Parafia liczy 1674 wiernych.
Na obszarze parafii leżą następujące miejscowości: Bożacin, Chmielnik, Leśniczówka, Dzierżanów, Lipówiec, Lutogniew, Osusz, Trzaski, Wróżewy.
Od 25 marca 1992 parafia należy do diecezji kaliskiej, poprzednio do archidiecezji poznańskiej.

## Historia
Wieś należała kolejno do rodów: Doliwów (m.in. biskup poznański Jan Doliwa), Cerekwickich (XV w.), Zaleskich (XVI w.) i Rozdrażewskich (XVII–XVIII w.). Pierwszy drewniany kościół prawdopodobnej fundacji podchorążego Paszki z Gogolewa wzniesiono w 2 poł. XIII w.. Do parafii w Lutogniewie należały wówczas wsie Bożacin i Dzierżanów (wcześniej w parafii w Starymgrodzie). Uposażenie proboszcza zatwierdził w 1401 bp Wojciech Jastrzębiec. Folwarki opłacały dziesięciny, zaś włościanie meszne. W 2. poł. XVI w. kościół przejęli bracia czescy. Powrócił w ręce katolików w 1589 roku. W 1648 przy kościele ufundowano altarię Matki Bożej, ze względu na kult wizerunku Matki Bożej Pocieszenia, pochodzącego z 1 poł. XVI wieku.
Nowy kościół w stylu klasycystycznym wzniesiono w latach 1823–1832. Konsekracji dokonał bp Edward Likowski w 1894 roku. Podczas II wojny światowej Niemcy zamienili świątynię na magazyn. W 1999 obraz Matki Bożej Pocieszenia ukoronowany został koronami papieskimi poświęconymi przez Jana Pawła II.
W parafii ochrzczony był i kształcił się sługa Boży Antoni Kowalczyk OMI (1866–1947).

## Proboszczowie
- ks. kan. Łukasz Żurawski (od 2010)[6]
- ks. Z. Krysmalski (1984–2010)
- ks. S. Tyszer (1947–1984)
- ks. K. Neumann (1910–1947)